# 菲略斯河畔拉沙佩勒
菲略斯河畔拉沙佩勒（法語：La Chapelle-sur-Furieuse，法語發音：[la ʃapɛl syʁ fyʁjøz]）是法国汝拉省的一个市镇，位于该省东北部，和杜省接壤，属于隆斯勒索涅区。

## 地理
菲略斯河畔拉沙佩勒（46°59'52"N, 5°51'27"E）面积9.03 平方千米，位于法国勃艮第-弗朗什-孔泰大區汝拉省，该省份为法国东部内陆省份，北起上索恩省，西北接科多尔省，西临索恩-卢瓦尔省，南至安省，东与杜省和瑞士接壤。
与菲略斯河畔拉沙佩勒接壤的市镇（或旧市镇、城区）包括：卢河畔雷恩、比村、格朗日德韦夫尔、伊夫雷、马尔诺、帕尼奥、圣蒂耶博、萨兰莱班。

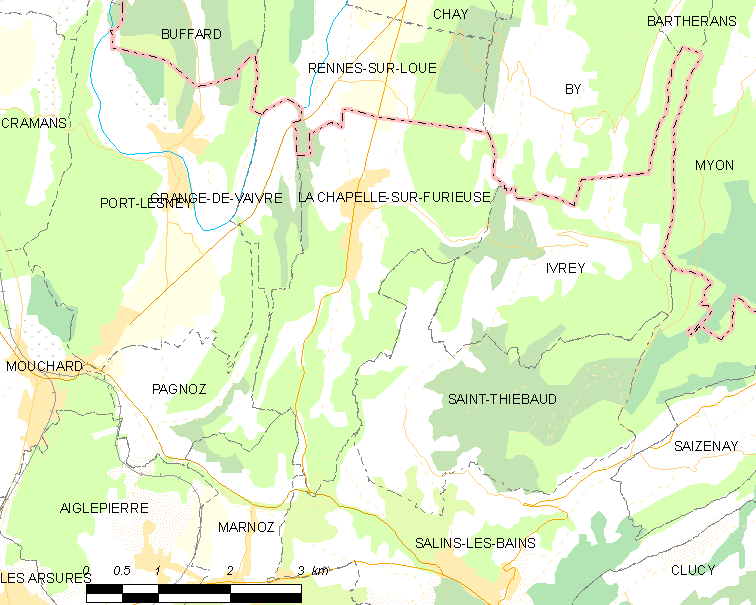
菲略斯河畔拉沙佩勒的OSM定位图

菲略斯河畔拉沙佩勒的时区为UTC+01:00、UTC+02:00（夏令时）。

## 行政
菲略斯河畔拉沙佩勒的邮政编码为39110，INSEE市镇编码为39103。

## 政治
菲略斯河畔拉沙佩勒所属的省级选区为阿尔布瓦县。

## 人口

1962-2008年间菲略斯河畔拉沙佩勒人口变化图示

菲略斯河畔拉沙佩勒于2022年1月1日时的人口数量为299人。